# ハウエリセラス
ハウエリセラス（学名：Hauericeras）は、約9000万年前から約6600万年前にあたる後期白亜紀コニアシアンからマーストリヒチアンの後期に由来するアンモナイトの属。ヨーロッパ、ロシア連邦、南アフリカ共和国、オーストラリア、インド、イラク、アメリカ合衆国から産出している。
ハウエリセラスの殻は外側の渦が内側の大部分を覆っている退縮不全 (subinvolute) であるが、内側の渦の一部は露出したままになっている。渦は周期的な構造を持ち滑らかである。巻きは水平方向に圧縮されており、側面は穏やかに曲がり、腹側が鋭利になっている。
アンモナイトの属であるオイオフィライツ (Oiophyllites) が近縁である可能性がある。